# Eduard Gloz
Eduard Gloz (9. dubna 1904 Praha – 9. července 1971 Joinville, Brazílie) byl hudební skladatel.

## Život
Za druhé světové války bydlel v Chorvatsku, 24. prosince 1944 se mu narodila dcera Vlasta, jejíž matkou byla Češka Božena Balcarová. V letech 1945–1947 bydlel v Ústí nad Orlicí, působil v tamním divadle, následně se odstěhoval do Brazílie.

## Dílo
- Dubrovnické noci [hudebnina] : (Miluji vás) : tango ze stejnojmenné operety
- Jen jedenkrát : tango z operety "Kouzlo luny" : dvě jihoslovanská tanga / Gloz Eduard ; slova Jiří Balda ; úprava Sláva Mach
- https://www.hungama.com/artist/eduard-gloz/165566798/